# Eugenio Alafaci
Eugenio Alafaci (nascido em 9 de agosto de 1990, em Carnago) é um ciclista italiano, que atualmente compete para a equipe Trek Factory Racing. Alafaci é especialista em ciclismo de estrada. Competiu no Giro d'Italia 2014.